# Стрельченко Неля Наумівна
Нéля Наумівна Стрéльченко (нар.19 лютого 1941, с. Будилка Лебединського району Сумської області) — вчитель математики в Харківському фізико-математичному ліцеї № 27, найкращий освітянин 1997 року, відмінник освіти України, Соросівський учитель, Заслужений вчитель України.

## Біографія
Неля Стрельченко народилася 19 лютого 1941 року в селі Будилка на Сумщині.
По закінченні Харківського державного університету імені О. М. Горького в 1964 році працювала там асистентом кафедри загальної математики протягом 16 років, керувала педагогічною практикою факультету. Вперше в історії механіко-математичного факультету нею було створено курс лекцій з методики викладання математики.
З 1980 по 1986 рік працювала вчителем математики в ЗОШ № 146 м. Харкова, в якій вперше поставила курс інформатики, організувала та випустила клас з поглибленим вивченням математики, за що в 1985 році була нагороджена грамотою Міністерства освіти УРСР. В 1986–1987 працювала в ЗОШ № 89 м. Харкова, а в 1987–1988 — в фізико-математичній школі № 24. З 1988 по 2015 рік — вчитель математики, учитель-методист Харківського фізико-математичного ліцею № 27.
З 1997 по 2011 рік Н. Н. Стрельченко була обласним координатором Міжнародного математичного конкурсу «Кенгуру». За цей час кількість учасників конкурсу в Харківській області збільшилась з 597 до 48108, що є абсолютним рекордом серед усіх областей України. З 1995 року проводить авторські семінари для вчителів м. Харкова та Харківської області. У 2011 році почала читати в Інтернеті (вхід через сайт https://web.archive.org/web/20120102111304/http://nnstr.com/) відеолекції для школярів та вчителів математики.

## Нагороди та відзнаки
- Найкращий освітянин 1997 року (нагорода присуджена Творчою спілкою вчителів України, Українською спілкою освітян та тижневиком «Освіта»).
- Лауреат премії «Залиш мені в спадщину думку найвищу»
- Відмінник освіти України (1994)
- Соросівській учитель (1995)
- Учитель-методист вищої категорії (1990)
- Заслужений вчитель України (2012)
- Diploma di Merito та Європейська золота медаль (2013)

## Обрані праці
Неля Наумівна Стрельченко є автором кількох методичних розробок та низки публікацій в освітянській пресі.
- Стрельченко Н. Н. Інверсія та коло Ейлера. —Х.: Вид-во НМПЦ при Управлінні освіти м. Харкова, 2000.
- Стрельченко Н. Н. Моє рідне село. // За вільну Україну. — Травень 1995.
- Стрельченко Н. Н. Для кого виховуємо еліту // Слово Просвіти. — Грудень 1995.
- Стрельченко Н. Н. Авторські семінари у системі елітарної освіти // Освіта. — 1996. — № 67-68. — 4 грудня
- Стрельченко Н. Н. Українському ліцею бути // Слобідський край. — 1996. — № 92. —13 грудня.
- Стрельченко Н. Н. Мої звичайні незвичайні діти // Освіта. — 1997. — № 67. — 1 грудня.
- Стрельченко Н. Н. Націоналізм чи патріотизм // Освіта. — 1997. — № 72-73. — 22 жовтня.
- Стрельченко Н. Н. А може досить продавати Україну (Юдині цілунки для України)// Освіта. — 1998. — № 20-22. — 17 жовтня.
- Стрельченко Н. Н. Математика і відродження // У світі математики. — 1998. — № 6.
- Стрельченко Н. Н. Вступ до теорії ймовірностей // Математика в школі. — 1999. — № 1.
- Стрельченко Н. Н. Школо, доле моя… // Освіта. — 1999. — № 33-34. — 7 липня.
- Стрельченко Н. Н. Залиш мені в спадщину думку найвищу // «Учитель, перед именем твоим…». — Харьков, 1999.
- Стрельченко Н. Н. Спогади про педагогічну діяльність. // Журавлик. 1999. — № 11. — Листопад; № 12. — Грудень.
- Стрельченко Н. Н. Логарифмічна функція та доведення нерівностей // Математика. — 1999. — № 22.
- Стрельченко Н. Н. Освіта класична чи національна // Матеріали Конгресу Національної інтелігенції. — Б. м., 2000.